# Befruktning

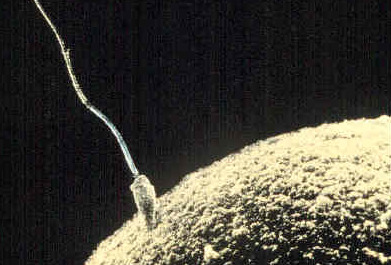
En spermie tas in genom äggcellens membran.

Befruktning, ibland konception, fertilisering, fekundation eller syngami, är den process då två könsceller (normalt manlig respektive kvinnlig) förenas och bildar en ny organism av samma art. Hos djur innefattar processen en spermies förening med en äggcell, med vardera hälften av antalet kromosomer en individ av arten innehar (hos människan har vardera gamet 23 av de 46 kromosomerna), och bildandet av en zygot, som sedermera utvecklas till ett embryo.
Störst chans för att en kvinnas äggcell ska bli befruktad är vid samlag vid eller upp till någon dag före tidpunkten för ägglossning. Ägglossning sker vanligen 12–16 dagar innan menstruationens första dag (med betydande individuella variationer). För att en kvinnas ägg ska kunna befruktas krävs att kvinnan har samlag med en man eller genomgår assisterad befruktning.

## Mekanism hos däggdjur
Ett moget ägg som lossnat från äggstocken tas upp av äggledaren och fastnar normalt i ampulla uterus, en förträngning i äggledaren, strax innan det går in i livmodern. Ägget består av oocyten, som omges av ett lager av glykoproteiner kallat zona pellucida. Zona pellucida i sin tur består av fyra olika glykoproteiner, ZP1–4, som tillsammans utgör ett nätverk som omger äggcellen. Utanpå zona pellucida sitter dessutom ett lager av granulosaceller, kallat corona radiata. Dessa celler utgör den första barriären för spermier att passera. När spermiecellen når fram till corona radiata utsöndras ett enzym från spermiens akrosom kallat hyaluronidas, som bryter ner bindningarna mellan cellerna i corona radiata, så att spermierna når fram till zona pellucida. I zona pellucida finns receptorer, ZP3, dit spermiens huvud binder.
Vid inbindning till ZP3 utsöndras ytterligare hormoner från spermiens akrosom genom att den fuserar med spermiecellens yttre membran. Enzymerna bryter ner och ändrar strukturen hos zona pellucida så att enbart just ZP3-glykoproteinerna återstår. Det viktigaste av dessa enzymer är acrosin. Enzymatiska omstruktureringen av zona pellucida gör att spermien kan penetrera lagret genom fortsatta "simrörelser" mot äggcellens kärna.
När spermien jobbat sig in så att ungefär halva huvudet nått in i zona pellucida kommer plasmamembranet i den så kallade ekvatorialregionen på spermiens huvud att nå mikrovilliutskott på äggcellen. Genom ett antal molekyler på spermiecellens plasmamembran, däribland fertilin och cyritestin, binder till receptorer på äggcellens membran, däribland alfa-6-integriner och CD9-proteiner, så kan äggcellen och spermiecellen sammansmälta.
I samband med sammansmältningen stöter äggcellen ut en del av sitt genetiska material i en polkropp, den andra i ordningen. Äggcellen blir då haploid, så att den kan ta emot spermiecellens genetiska material utan att antalet kromosomer överstiger 46. Samtidigt triggas utsöndring av kalciumjoner i vågor inne i äggcellens cytosol, vilket bland annat triggar utsöndring av glykoproteiner som får zona pellucida att svälla, samt enzymer som hydrolyserar ZP3-glykoproteinerna. Detta kallas zona reaction, och är en viktig funktion för att förhindra polyspermi, det vill säga, att mer än en spermiecell lyckas ta sig in i ägget.
Även om spermiecellen har och behöver mitokondrier som driver dess "svans", som består av en stor cilie, så lämnas dessa utanför ägget. Endast moderns mitokondrier överförs till embryot. Spermien bidrar dock med en centrosom, som behövs för att utföra celldelningarna som följer.

## Assisterad befruktning
Assisterad befruktning kan antingen ske genom In vitro-fertilisering eller genom insemination.

## Dubbelbefruktning

Fröämnet med honorganet makrogametofyten. Äggcellen visas i gult och polkärnorna i olivgrönt.

Hos angiospermer är dubbelbefruktning ett utmärkande drag. Hanorganet, mikrogamofyten, mer känt som pollenkornet består hos angiospermerna av två celler: spermatogen cell och pollenslangscell. Den spermatogena cellen genomgår celldelning så att två spermieceller uppstår. Efter det att pollenslangen vuxit fram till mikropyle ("ingången" till honorganet makrogametofyten) befruktar den ena spermiecellen (haploid, n) äggcellen (n) så att den diploida zygoten (2n) bildas. Zygoten bildar sedan växtembryot. Den andra spermiecellen befruktar de bägge polkärnorna (3n + n) i mitten av makrogamofyten. Denna cell som alltså kommer att ha en pentaploid cellkärna (5n) och kommer att bilda det näringsrika endospermet (frövitan).
Även om dubbelbefruktning anses som en synapomorfi för angiospermerna, så har dubbelbefruktning även rapporterats hos vissa medlemmar av Gnetophyta.